# DR KoncertKoret
Der DR KoncertKoret ist ein 1932 gegründeter Rundfunkchor von Danmarks Radio mit Sitz in Kopenhagen. Er wurde mit dem Ziel gegründet, ein breites Repertoire an Oratorien und vokalsinfonischen Werken mit dem Dänischen Radio-Sinfonieorchester aufzuführen. Der gemischte Chor besteht aus 74 professionellen Sängern, wobei 31 einen Kammerchor bilden können.
Der Chor wurde im Laufe seiner Geschichte u. a. von Fritz Busch, Rafael Kubelík, Sergiu Celibidache, Kurt Sanderling, Giuseppe Sinopoli, Marek Janowski, Christoph Eschenbach, Herbert Blomstedt, Leif Segerstam, Ulf Schirmer und Gerd Albrecht dirigiert. Bereits 1937 begründete Mogens Wöldike einen kleiner besetzten Kammerchor für A-cappella-Aufführungen und zeitgenössische Werke. Zu den Chefdirigenten gehörten u. a. John Alldis (1972–1977), Per Enevold (1985–1988) und Stefan Parkman (1989–2002). Von 1992 bis 1998 war Uwe Gronostay und von 1999 bis 2002 Stephen Layton erster Gastdirigent des Chors. Seit 2016 leitet Bart Van Reyn den Klangkörper.
Werke von Komponisten wie Per Nørgård, Hans Werner Henze, James MacMillan, Karlheinz Stockhausen, Luciano Berio, Sven-David Sandström, György Ligeti und Krzysztof Penderecki sind im Repertoire des Ensembles. Zahlreiche CDs dokumentieren die Arbeit des Ensembles, erschienen u. a. bei Dacapo Records und Decca Records sowie über einen Exklusivvertrag bei Chandos Records. Im Jahr 2015 wurde der DR KoncertKoret für die Chormusikeinspielung von Messiaens L'Amour et la Foi mit dem Diapason d’or de l’année ausgezeichnet.
Neben dem Orchester des dänischen Rundfunks kooperiert der Choir u. a. mit dem Copenhagen Philharmonic, dem Concerto Copenhagen und dem Malmö Sinfonieorchester. Der Chor gastierte u. a. beim Stockholm New Music, beim Ultima Oslo Contemporary Music Festival, beim Schleswig-Holstein Musik Festival, beim Tampere Vocal Music Festival, beim Festival Présences und bei den BBC Proms. Seit 1948 tourte der Chor wiederholt durch Dänemark; Gastauftritte führten ihn durch Europa, nach Nordamerika und Australien.